# Beridet bågskytte
Beridet bågskytte är en sport som utförs både individuellt och i lag. Sporten utförs av en ryttare som med hjälp av pilbåge skjuter på utplacerade måltavlor längst en tävlingssträcka.
Officiella tävlingar utförs på svensk-, europeisk- och världsnivå. År 2015 vann svensken Emil Eriksson världsmästartiteln i Sokcho, Sydkorea. . År 2018 blev Marcus Hjortsberg yngsta svensken genom tiderna att ta VM-silver totalt i Pomáz, Ungern. 

## Sportens framväxt i Sverige
Sedan den första december 2015 är beridet bågskytte en del av bågskytteförbundet och en del av Riksidrottsförbundet.  Antalet utövare har vuxit kraftigt under senare delar av 10-talet då sporten fått större uppmärksamhet i media. 

## Tävlingar
Under tävlingar bestämmer tävlingsledaren huruvida deltagarna skall vara klädda i historiska kläder eller i lag/klubbtröjor. Alla typer av pilbågar utom compoundbågar får användas vid tävling. Under tävlingslopp förvaras pilar antingen i koger eller i den pilbågsbärande handen.
Det finns sex olika discipliner inom sporten. Mogu, kabak och massashea samt ungersk-, koreansk- och polsk jaktbana.